# Варела (станция метро)
«Варела» (исп. Varela) — станция Линии E метрополитена Буэнос-Айреса.
Станция расположена в городском районе Флорес, на пересечении улицы Варела с Автострадой 25 мая. Название улицы связано с располагающимся к югу от Буэнос-Айреса городом Флоренсио-Варела, который в свою очередь был назван в честь Флоренсио Варелы, аргентинского писателя, поэта и журналиста начала XIX века.
Станция Варела была открыта 31 октября 1985 года. До начала работы станции Пласа де лос Виррейес 8 мая 1986 года Варела служила конечной станцией Линии E.

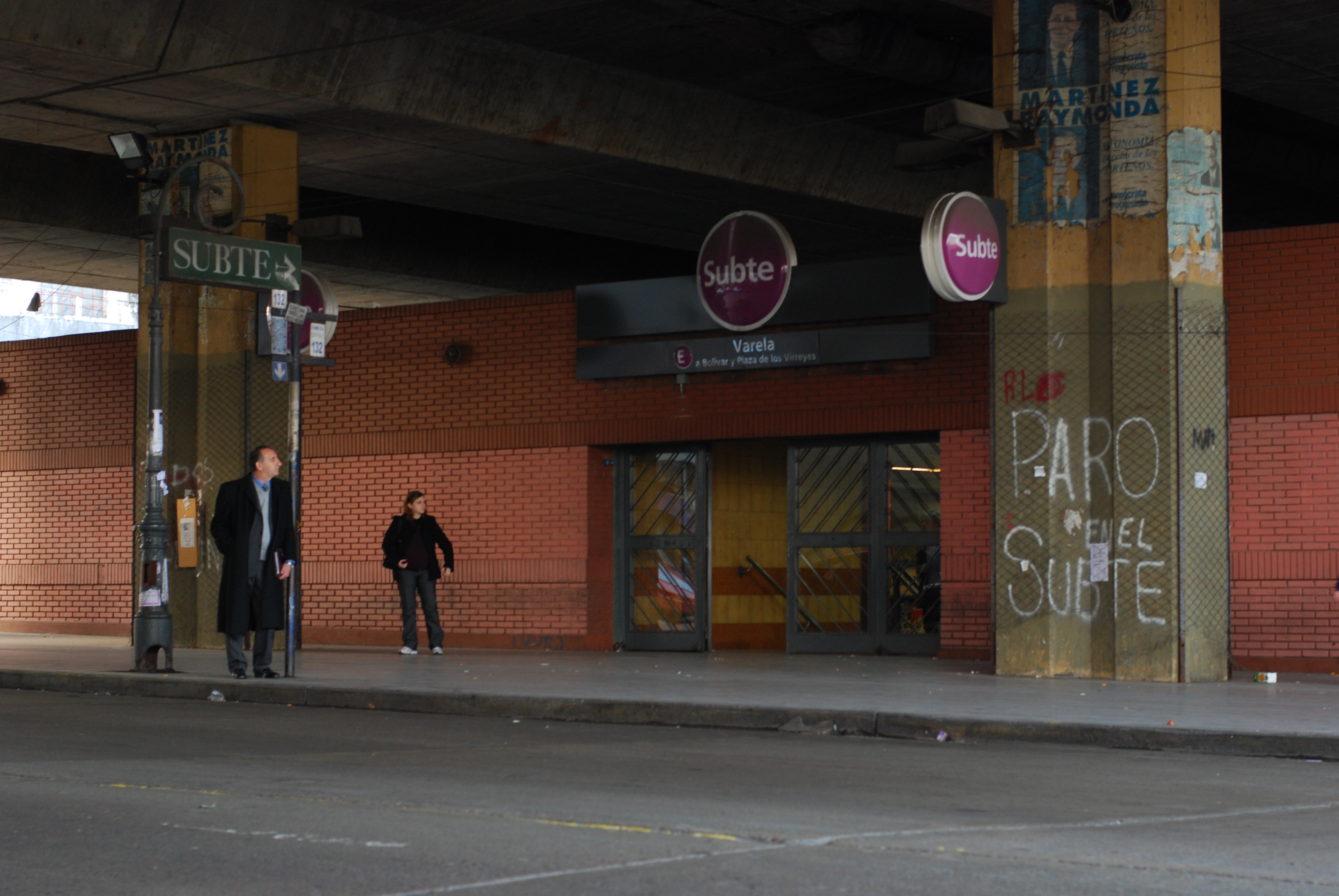
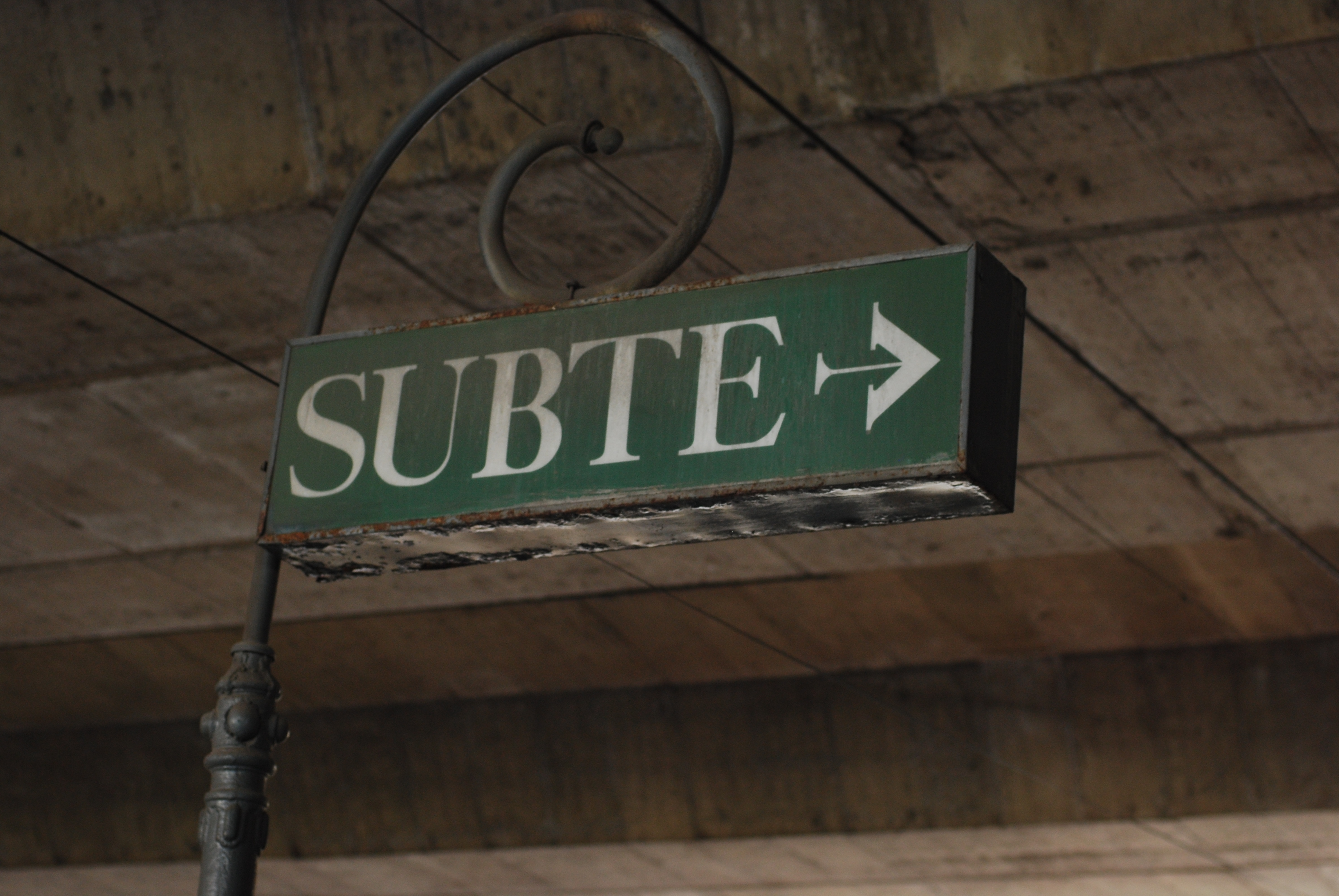
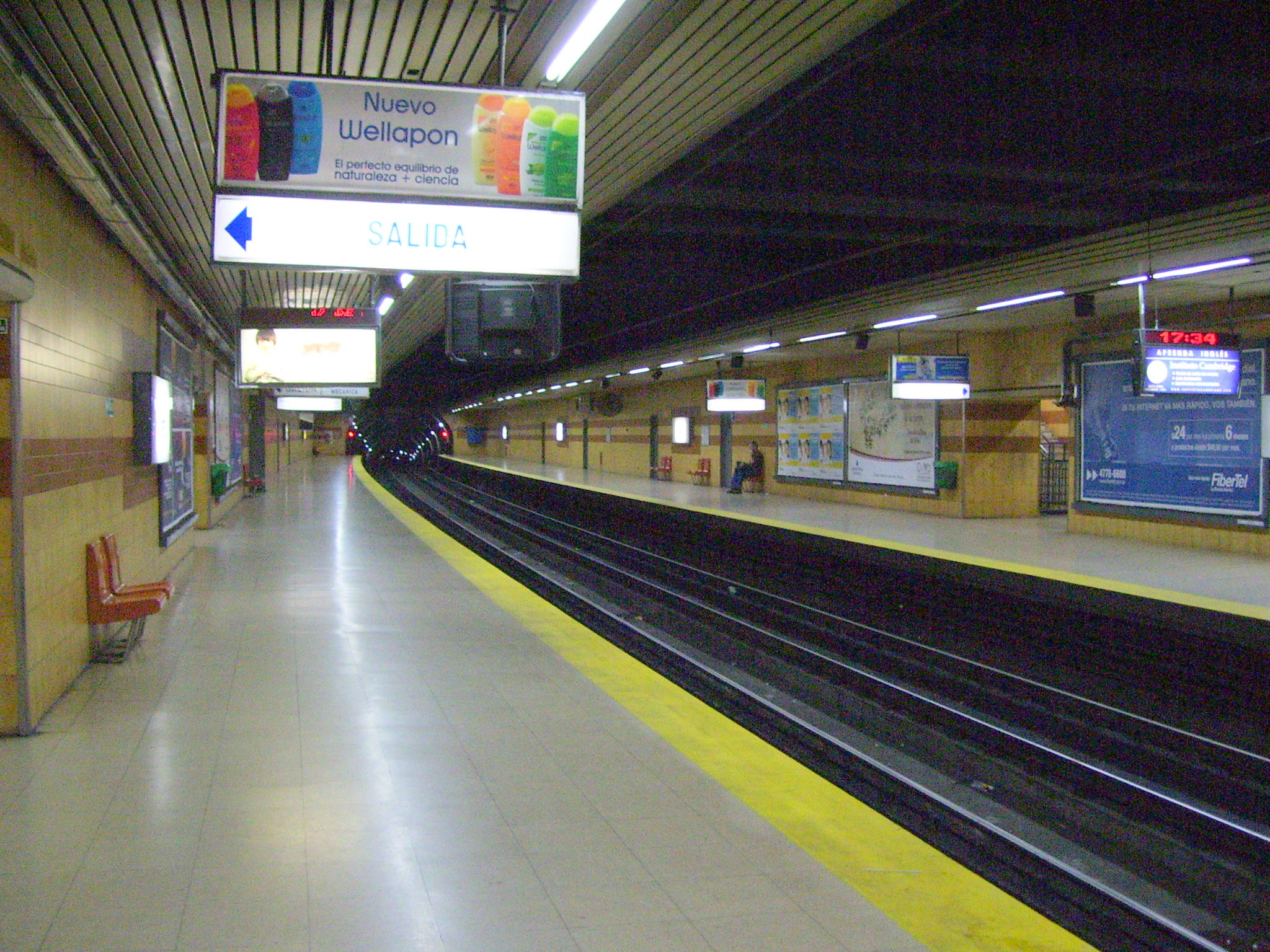